# Jean Nicot

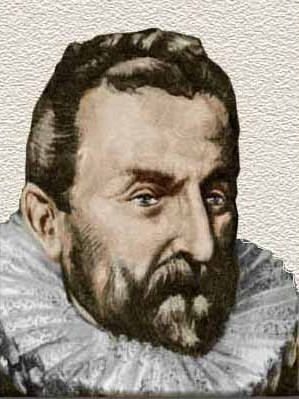
Jean Nicot

Jean Nicot, sieur de Villemain (* 1530 in Nîmes; † Mai 1604 in Paris) war ein französischer Diplomat und Gesandter am portugiesischen Hof, der durch die Einführung von Tabak als Heilpflanze in Frankreich sowie als Urvater der französischen Lexikografie historische Bedeutung erlangte.
Nicot beschäftigte sich in Lissabon mit der Heilwirkung des Tabaks und schickte im Jahr 1561 Tabaksamen an den französischen Hof, was zur frühen Verbreitung des Tabaks in Frankreich führte. Der französische Botaniker Jacques Daléchamps gab der Pflanze deshalb 1586 den Namen herba nicotiana, aus dem der Gattungsname Nicotiana entstand. 1828 isolierten die Heidelberger Chemiker Karl Ludwig Reimann und Christian Wilhelm Posselt erstmals das in der Tabakpflanze wirksame Alkaloid und gaben ihm, Jean Nicot zu Ehren, den Namen Nicotin.
Durch das 1606 postum erschienene Lexikonwerk Thrésor de la langue francoyse gilt Nicot außerdem als Begründer der wissenschaftlichen Lexikografie in Frankreich.

## Biografie

### Früher Werdegang
Nicot stammte aus einer einfachen Notarsfamilie aus Nîmes, konnte aber am Hofe Heinrichs II. eine Anstellung als Großsiegelbewahrer erhalten. Er erregte die Aufmerksamkeit des Königs, der ihn schließlich zu seinem Privatsekretär ernannte. 1559 wurde der 29-Jährige nach Lissabon entsandt, um dort die Heirat der erst sechsjährigen Margarete von Valois, Tochter Heinrichs II., zu organisieren.
Daneben beobachtete Nicot die Errungenschaften aus den portugiesischen Kolonien und vermittelte sie regelmäßig nach Frankreich. Dabei kam ihm die Freundschaft zum damals berühmten Gelehrten und eifrigen Botaniker Damian de Goës zugute, der zahlreiche Kolonialpflanzen selbst anbaute und Nicot unter anderem auf Indigo und Tabak aufmerksam machte. Sie waren zudem umgeben von Berichten über wundersame Eigenschaften: Tabak etwa sollte wundersame Heilkräfte entfalten und sogar Geschwüre heilen können.

### Einführung des Tabaks als Heilpflanze in Frankreich
Überzeugt davon, das Ei des Kolumbus in medizinischer Hinsicht entdeckt zu haben, schrieb er zahlreiche an verschiedenen Krankheiten leidende Persönlichkeiten des französischen Hofes an und berichtete über das neu entdeckte „Wunderkraut“. Eines der frühesten Zeugnisse ist ein Schreiben vom 26. April 1560 an den Kardinal Franz von Lothringen, in dem er begeistert die Wirkung auf die damals „noli me tangere“ genannten unheilbaren Geschwüre beschreibt. 1561 erreichten die ersten Tabaksamen den Hof der Königin Katharina von Medici mit geradezu märchenhaften Beschreibungen der Heilwirkung der geschnupften, aufgelegten oder aufgegossenen Tabakblätter.
Katharina, selbst von Migräne geplagt, war Magikern, Alchemisten, Astrologen und daher auch der Kunde von der sagenhaften Heilwirkung des Tabaks besonders zugänglich. Sie galt damals als Erfinderin des Schnupftabaks, weshalb dieser lange Zeit „poudre de la reine“ – Pulver der Königin – genannt wurde. Dies kann heute zwar nicht durch Quellen belegt werden, Nicots Werben für den Tabak als Heilpflanze führte jedoch letztendlich zu dessen Verbreitung in Frankreich.

### Beginn der französischen Lexikografie
1561 kehrte Nicot nach Frankreich zurück und widmete sich vollständig der wissenschaftlichen Abfassung eines französischen Wörterbuchs. Sein Werk Thrésor de la langue francoyse enthält über 18.000 sehr ausführliche Artikel und ist als erstes Werk dieser Art wissenschaftlich strukturiert aufgebaut. Deshalb gilt Nicot heute als Erfinder der französischen Lexikografie. Das Werk erschien 1606 postum: Jean Nicot starb im Mai 1604 in Paris.